# Psychosocial
A Psychosocial a Slipknot amerikai metalegyüttes egyik dala. A második kislemez és a negyedik dal a negyedik albumukról, az All Hope Is Gone-ról. Már 2008. június 26-án elkezdték rádiókban játszani, de a kislemezként való kiadásának terve július 1-jén, a pontos kiadási ideje 2008. július 8-án volt. Először a Slipknot ezt a dalt 2008. július 9-én játszotta Auburn településen. A dal jelölve lett 2009-ben a Grammy-díj a legjobb metalteljesítményért díjra, de nem nyerte meg. Ebben az évben a Grammy-győztes a Metallica volt, a My Apocalypse dallal.

## Dallista

### Promóciós CD
1. "Psychosocial" (Szerkesztett) - 3:57
2. "Psychosocial" (Album verzió) - 4:42

### 7" Vinyl CD
1. "Psychosocial" - 4:43
2. "All Hope Is Gone" - 4:44

### Digitális letöltés
1. "Psychosocial" (Rádiós szerkesztett verzió) - 3:58

### Limitált kiadású CD
1. "Psychosocial" – 4:43
2. "All Hope Is Gone" – 4:44

## Helyezések
| Lista (2008)                                                            | Helyezés |
| ----------------------------------------------------------------------- | -------- |
| egyesült államokbeli Billboard Hot Mainstream Rock Tracks kategória     | 7        |
| egyesült államokbeli Billboard Hot Modern Rock Tracks kategória         | 20       |
| egyesült államokbeli Billboard Bubbling Under Hot 100 Singles kategória | 2        |
| egyesült államokbeli Billboard Hot Digital Songs kategória              | 66       |
| kanadai Hot 100                                                         | 75       |
| Osztrák kislemezlista                                                   | 65       |
| Francia kislemezlista                                                   | 100      |
| Német kislemezlista                                                     | 31       |
| Svéd kislemezlista                                                      | 28       |
| Brit kislemezlista                                                      | 67       |
| Új-zélandi Top 40 kislemez                                              | 35       |